# Hiroshi Shinagawa
Pour les articles homonymes, voir Shinagawa (homonymie).
Hiroshi Shinagawa (品川 祐, Shinagawa Hiroshi), né le 26 avril 1972 à Tokyo dans l'arrondissement de Shibuya (Japon), est un réalisateur, scénariste et acteur japonais.

## Filmographie partielle

### Comme scénariste et réalisateur
- 2003 : Kantoku kansen
- 2009 : Doroppu
- 2011 : Manzai gyangu
- 2014 : Sanbun no ichi
- 2015 : Z airando
- 2015 : Z Island (série TV, aussi producteur)

### Comme acteur

#### Au cinéma
- 2005 : Tobi ga kururi to : Raita Shimamura
- 2008 : Ano sora wo oboeteru : Isao Takahashi
- 2008 : ZERO: Nyusha-hen
- 2008 : ZERO: Shukatsu-hen
- 2008 : Suspect X (容疑者Xの献身, Yōgisha ekkusu no Kenshin?) de Hiroshi Nishitani : Shiro Yuge
- 2009 : Doroppu
- 2009 : Burakku gaisha ni tsutometerundaga, mou ore wa genkaikamo shirenai
- 2010 : Beck
- 2011 : Manzai gyangu
- 2014 : Aka x Pinku
- 2014 : Sanbun no ichi
- 2014 : Ueshima Jên: Biyondo
- 2016 : Conflict: Saidai no kôsô

#### À la télévision
- 2007 : Galileo (ガリレオ?) (série TV) : Shiro Yuge
- 2012 : Deka Kurokawa Suzuki (série TV) : Saeki
- 2013 : Galileo XX: Utsumi Kaoru no Saigo no jiken Moteasobu (TV)
- 2014 : Shitamachi bobusurê (série TV)
- 2015 : Ren'ai Aru Aru (TV)